# 生品村
生品村（いくしなむら）は群馬県の東部、新田郡に属していた村。

## 地理
大間々扇状地の扇央に位置するため、伏流水からの湧き水が多く、市野井、小金井など「井」のつく地名が多い。生品の地名の由来は、新鮮な野菜を意味する「生くし菜」から、といわれている。
旧生品村役場の跡地は太田市新田村田町にあり、石の門柱に「生品村役場」と刻まれている。筆跡は、元生品村長・小川佐京によるものである。

## 歴史
- 1889年（明治22年）4月1日 - 町村制施行により村田村・市野井村・市村・反町村・多村・多村新田・四軒在家村・小金村と、脇屋村・小金井村・天良村の各一部が合併して新田郡生品村が成立する。
- 1956年（昭和31年）9月30日 - 木崎町、綿打村と合併し新田町となる。
- 2005年（平成17年）3月28日 - 新田町が太田市、尾島町、藪塚本町と合併し太田市となる。

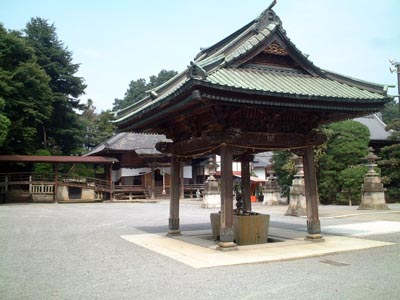
反町薬師